# C. F. Palmer, Ltd
C. F. Palmer, Ltd was een producent van apparatuur voor wetenschappelijk onderzoek, gespecialiseerd in instrumenten voor fysiologie.
De firma werd in 1891 gesticht door de Britse instrumentmaker Charles Fielding Palmer (1864-1938), die ervoor reeds werktuigkundige was en onder meer fietsen vervaardigde. 
Palmer maakte instrumenten voor diverse takken van wetenschap, maar specialiseerde zich op het relatief jonge terrein van de fysiologie. Zo produceerde het bedrijf de kymograaf, een vinding van de Duitse fysioloog Carl Ludwig uit 1847, de "Stromuhr", een rheometer voor het meten van de snelheid van de bloedsomloop (eveneens bedacht door Ludwig) en een opnameapparaat voor het meten van vermoeidheidsverschijnselen, ontworpen door de psycholoog William McDougall. Mede dankzij goede contacten en nauwe samenwerking met de wetenschappers werd "Palmer" de belangrijkste leverancier van fysiologische onderzoeksapparatuur in Groot-Brittannië in de eerste helft van de twintigste eeuw.
In 1934 verschenen in de catalogus van de firma ook instrumenten ten behoeve van de psychometrie. Het Science Museum in Londen bezit van Palmer onder meer een apparaat voor elektrostimulatie van uitgenomen organen. Op een thans onbekend moment (het archief van Palmer is verloren gegaan) werd Palmer een "limited company". Vanwege een te lang vasthouden aan elektromechanische instrumenten in het zich ontwikkelende elektronicatijdperk, verloor Palmer terrein en werd zij in 1987 overgenomen door Harvard Apparatus.